# عبد الكريم هاني
الدكتور عبد الكريم هاني مسعود (1928 - 31 آب أغسطس 2022، هو طبيب ممارس ووزير عراقي سابق خلال فترة ستينات القرن العشرين.

## حياته
ولد سنة 1928، وتخرج من الكلية الطبية العراقية في بغداد سنة 1953. وبعد أداء خدمة الاحتياط، كانت إقامته في مستشفى الأمير عبد الإله للأمراض الصدرية (مستشفى التويثة بعد ثورة 14 تموز 1958) نقل بعد الإقامة إلى مستشفى مرجان في الحلة عند افتتاحها في نيسان 1957، وفي عام 1958 نقل إلى مستوصف الأمراض الصدرية في كربلاء. في 1961، نقل إلى العيادة المركزية في خضر إلياس في بغداد ثم في العيادة المركزية في الكرخ ثم إلى مستشفى السلام في بغداد. وفي سنة 1963، نقل مديرا لمستشفى الطوارئ ثم مديرا عاما للخدمات الطبية في وزارة الصحة.
في فترة دراسته في الكلية الطبية كان صديقا لحزب البعث العربي الاشتراكي وعلى علاقة وثيقة بقيادته. ثم انتمى للحزب في عام 1959 حين كان طبيبا في كربلاء. ترك الحزب في احداث 4 أيلول 1963.
شغل منصب وزير العمل والشؤون الاجتماعية للفترة من 18 تشرين الثاني 1963 حتى 3 أيلول 1965 خلال فترة الرئيس عبد السلام عارف. ثم عاد لنفس المنصب في 10 أيار 1967 حتى يوم 19 تموز 1967، مع شغل منصب وزير الصحة بالوكالة خلال الفترة ذاتها أثناء حكم الرئيس عبد الرحمن عارف، ثم عين ثانية وزيرا للعمل والشؤون الاجتماعية في 13 كانون الثاني 1968 وبقي وزيرا حتى 17 تموز 1968عند الإطاحة بحكم الرئيس عبد الرحمن محمد عارف.
اتهم بمشاركته في المؤامرة التي استهدفت حياة الرئيس صدام حسين والتي سميت في أجهزة الاعلام حينها باسم حركة الدكتور راجي عباس التكريتي، واعتقل في 30 تموز 1993. وفي أواخر 1993 حكم على جميع المتهمين بالإعدام. نفذ الإعدام خلال اسبوعين من صدورالحكم وقد استثني من التنفيذ ثلاثة منهم هم الدكتور عبد الكريم هاني واللواء الركن ثامر سلطان والرائد المتقاعد محمد امين حسن فهمي والذين كانوا قد رفضوا المشاركة في المؤامرة  ولكن لم يبلغوا عنها، وكانت التهمة التي حكموا بالإعدام بموجبها هي «علم ولم يخبر». في أواسط سنة 1995 صدر مرسوم بقانون العفو العام والذي تم بموجبه تخفيض جميع احكام الإعدام غير المنفذة إلى السجن المؤبد، وبموجبه خفض الحكم على عبد الكريم هاني والاثنين الآخرين إلى السجن المؤبد ونقلوا إلى قسم الاحكام الخاصة سجن في سجن أبي غريب في أيلول 1995 بعد ان قضوا سنتين وشهرين في سجن المخابرات. وفي 30 تشرين الأول 2001 صدر مرسوم جمهوري بعفو خاص عن عبد الكريم هاني وتم اطلاق سراحه بعد ما يزيد على ثمان سنوات من الاعتقال.
وقد سئل الدكتور عبد الكريم هاني في لقاء تلفزيوني في برنامج «فلان الفلاني» بثته قناة الشرقية سنة 2010 عن كيفية اطلاق سراحه فأجاب: «زوجتي قالت لي جاؤوا جماعة سألوا عنك ويبدو انهم من جهة حكومية. في اليوم التالي جاؤوا (مرة ثانية) والسؤال كان اوضح.. أول الامر سالوا عن عنواني فقالت لهم زوجتي غير موجود، سألوا وين موجود قالت في السجن.. قالوا الآن اختلف الموضوع! فتبين ما يلي: ان رئيس الجمهورية قد أمر - بما كان يسمى المكرمة - شمول الوزراء السابقين بمكرمة وكانت صك بمبلغ مالي وهدية دورية في المناسبات، 13 مناسبة في السنة. فالجماعة كانوا قد جاؤوا بالصك لتسليمه لي واكتشفوا أني في السجن. لما طرح الموضوع على الرئيس قيل انه سأل: هذا الرجل لا يزال في السجن؟ ما أحد ينبهني؟ يخرج فورا! فصدر المرسوم بالعفو الخاص وخرجت من السجن».
استفاد عبد الكريم هاني من الفترة التي سجن فيها فعكف على ترجمة كتاب عن تاريخ أميركا عنوانه “الهنود، سكان أميركا الأصليون”، والذي يقول عنه: عندما تقرأ أحداث الكتاب تشعر أنه يتحدث عن قضية فلسطين حيث الهجرة الصهيونية إلى فلسطين فكل صورة تقرأها في الكتاب تتحدث عما جرى وما يجري وما سيجري في فلسطين.
بعد احتلال العراق في عام 2003، شارك في تأسيس تنظيم سياسي جامع هو المؤتمر التأسيسي. وكان مؤملا ان يجمع كل الكتل والتجمعات الوطنية التي رفضت التعاون مع الاحتلال ورفضت الاشتراك في الهيئات التي شكلها الاحتلال بالتنسيق مع يعض الحركات الدينية والافراد الذين شاركوا في مؤتمرات «المعارضة» التي سبقت الاحتلال وعملت على التحريض له. كان المؤتمر التأسيسي تعبيرا حقيقيا للهوية الوطنية العراقية بعيدا عن التسميات التي اصرت إدارة الاحتلال وما تفرع عنها على ترسيخها وعملت جميع وسائل الاعلام على التركيز عليها لتفتيت النسيج العراقي المتماسك عبر العصور. ضمت العناصر المؤسسة للمؤتمر المدرسة الخالصية وهيئة علماء المسلمين وحركة التيار القومي العربي وقد انضمت اليهم مجموعات وطنية متنوعة بالإضافة إلى عدد كبير من الشخصيات التي رحبت بالدعوة. ولكن حماس المشاركين في المؤتمر أصابه الوهن بعد السنوات الأولى، ولم يبق من العاملين فيه غير المدرسة الخالصية مع علاقة واهنة بأفراد من هيئة علماء المسلمين وحركة التيار القومي العربي.
في عام 2006 نشرت صحيفة القدس العربي خبرا ملفقا عن تأسيس جبهة وقيادة عليا للمقاومة في وقت كانت المقاومة العراقية في أوجها. وأورد كاتب الخبر الملفق اسم عبد الكريم هاني في القائمتين. وقد ساهم الخبر الملفق في إثارة قوات الاحتلال والتي كانت في موقف لا تحسد عليه قبل تشكيل قوات الصحوات وزرع عناصر من القاعدة بين مناطق المقاومة. وقد وصل هذا الخبر الملفق وتداعياته لعبد الكريم هاني وهو يهم بالعودة إلى بغداد من عمان في أيلول 2006، وبسببه تعذرت عليه العودة إلى العراق وأمسى مقيما في عمان منذ ذلك الحين.
زوجته الدكتورة هانئة الخوجة اخصائية في الأمراض النسائية والتوليد وكانت عيادتها في حي المنصور حتى مغادرتهم العراق في تموز 2006. لهما ابن وثلاث بنات وأحد عشر حفيدا وحفيدة. توفي ابنه الوحيد هاني بسبب حادث نهري في تموز 1998. ابنته الكبرى الدكتورة بلسم طبيبة أسنان وكانت عيادتها في الأعظمية في شارع عمر بن عبد العزيز، وحاليا يقيمون في كندا. ابنته الثانية تعمل في منظمة الغذاء والزراعة الدولية للامم المتحدة (الفاو) في إيطاليا، والثالثة مقيمة في المملكة المتحدة.

## من مؤلفاته
استفاد هاني من الفترة التي سجن فيها فعكف على ترجمة كتاب عن تاريخ أمريكا عنوانه «الهنود، سكان أميركا الأصليون».

## وفاته
توفي في العاصمة الأردنية عمان عن عمر ناهز 94 عاما.